# Região Metropolitana de Minneapolis-Saint Paul
Minneapolis-Saint Paul é a área urbana mais populosa do estado de Minnesota, EUA e é composta por 186 cidades e vilas. Construída entre os rios Mississippi, Minnesota e St. Croix, é também conhecida como Cidades Gêmeas (Twin Cities) pelas 2 maiores cidades, Minneapolis e Saint Paul, a maior cidade e a capital do estado.
É considerada a 16ª maior área urbana dos EUA, composta por 11 condados de Minnesota e 2 de Wisconsin.
Sua população é estimada em 3,5 milhões de habitantes em 2006, sendo posta como 13ª área urbana mais populosa dos EUA e 35ª mais populosa das Américas.

## Características
Minneapolis-St. Paul-St.Cloud CSA, MN-WI
População: 3.502.891 habitantes
Condados:
Minnesota:
Anoka- Carver- Chisago- Dakota- Goodhue- Hennepin- Isanti- McLeod- Ramsey- Rice- Scott- Sherburne- Stearns- Washington- Wright- Coon Rapids
Wisconsin:
Pierce- St. Croix
Minneapolis-St. Paul-Bloomington,MN-WI
População: 3.275.041 habitantes
Maior Cidade: Minneapolis
Outras Cidades: St. Paul, Bloomington, Brooklyn Park, Plymouth, Eagan e Burnsville.
Densidade: 489,7 hab/mi2 (189,06 hab/km²)
Área: 6.364,12 milhas quadradas (16.483,07 km²)
Condados
Minnesota:
Anoka · Carver · Chisago · Dakota · Hennepin · Isanti · Ramsey · Scott · Sherburne · Washington · Wright · Coon Rapids
Wisconsin:
Pierce · St. Croix
Minneapolis-St. Paul, MN Urbanized Area/ Área Urbanizada
População: 2.367.204 habitantes
Códigos de Área: 612-651-763-952
Condados de Minnesota: Anoka · Carver · Dakota · Hennepin · Ramsey · Scott · Washington